# Philippe de Mazerolles
Philippe de Mazerolles (... – Bruges, 1479) è stato un miniatore fiammingo.

## Biografia
È menzionato a Bruges a partire dal 1454; dal 1467 fu al servizio del conte di Charollais, futuro Carlo il Temerario.

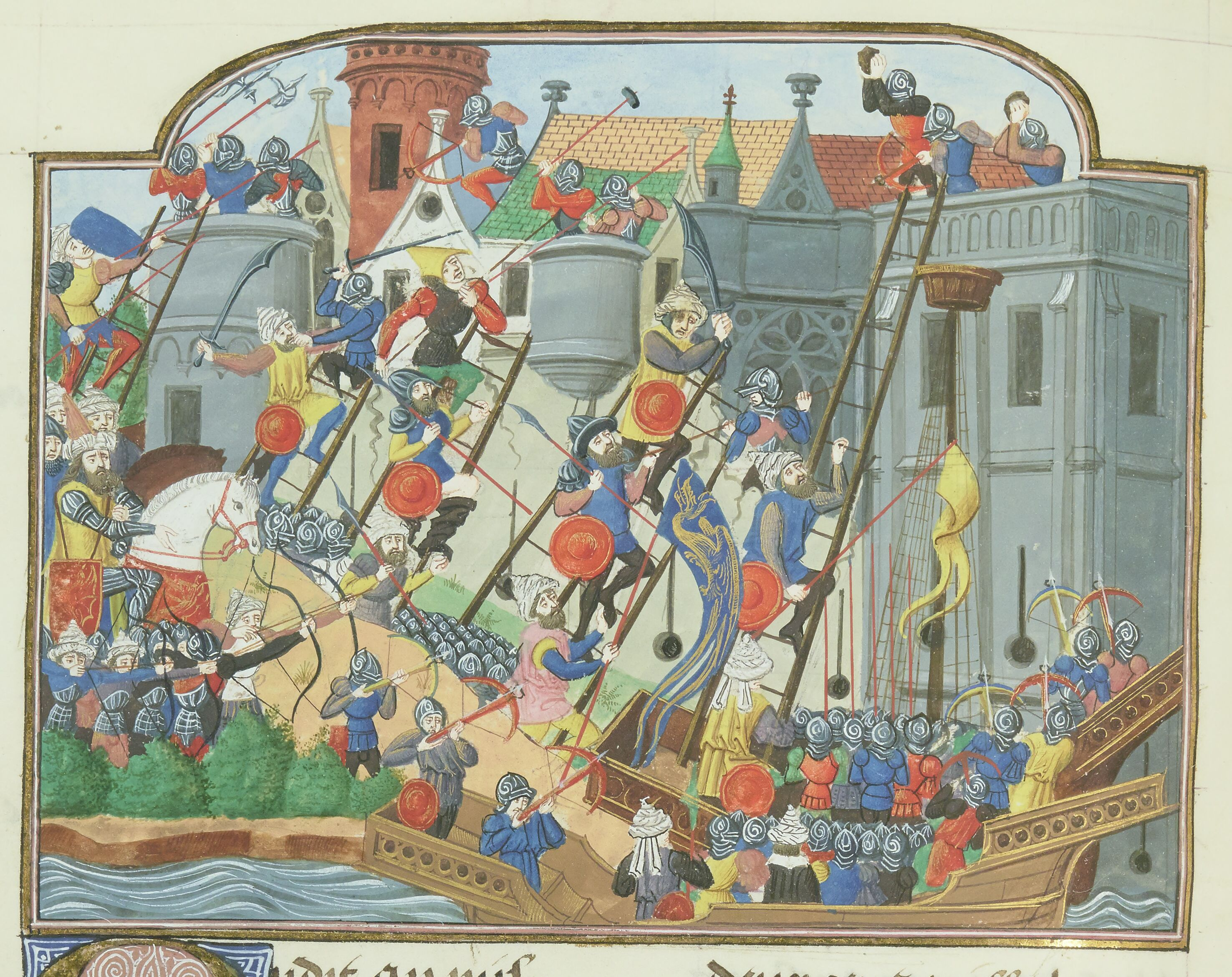
L'assedio di Costantinopoli, dalla Chronique de Charles VII di Jean Chartier, 1470 ca.

La sua tradizionale identificazione con il Maestro della Conquista del Vello d'oro, ora identificato con Lievin van Lathem è da respingere, mentre è da identificarsi con il Maestro di Antoine de Bourgogne, la cui opera principale è un libro d'ore su pergamena tinta di nero, ora alla Biblioteca Nazionale di Vienna. Il suo stile è caratterizzato dal senso del volume, che egli deve forse alla conoscenza dell'opera di Jean Fouquet, e da una violenza espressiva di tipo nordico. Gli è stata attribuita anche la Pala del Parlamento di Parigi, ora al Louvre, che però non trova molte opinioni favorevoli.
Nonostante la differenza di stile, sembra che abbia collaborato con frequenza con il Maestro delle Cronache d'Inghilterra.